# 色卜星額
色卜星額（穆麟德轉寫：sebsingge；1780年—1839年12月17日），字祥垣，号懋斋，林古特氏，清朝官員，蒙古鑲紅旗人。嘉慶十年（1805年）乙丑科進士。

## 任職履歷
- 嘉慶十年（1805年），進士。
- 道光十一年（1831年）正月，由寧池太廣道監察御史遷任安徽按察使。
- 道光十二年九月一日（1832年9月24日），改任山西按察使（但未到任）。同年九月十六日（1832年10月9日）調任甘肅按察使。
- 道光十三年六月九日（1833年7月25日），改任甘肅布政使。
- 道光十五年八月二十四日（1835年10月15日），遷任安徽巡撫。
- 道光十九年十一月十二日（1839年12月17日），逝世。

## 家族
有子鳳柃，道光十八年进士；女儿是道光二十年进士和潤继妻。